# 中国人民解放军海军军械学校
中国人民解放军海军军械学校，简称海军军械学校、解放军海军军械学校，是中国人民解放军海军曾经存在的一所军事院校。

## 历史沿革
- 1955年，创建中国人民解放军海军第六预备学校。
- 1957年，海军第六预备学校、海军炮兵学校（军械系）、海军海道测量训练大队合并组建中国人民解放军海军技术学校。
- 1960年，更名中国人民解放军海军军械学校。[1]
- 1969年，撤销海军军械学校。
- 1970年，部分资源参与合并第二海军学校。